# Atitudine

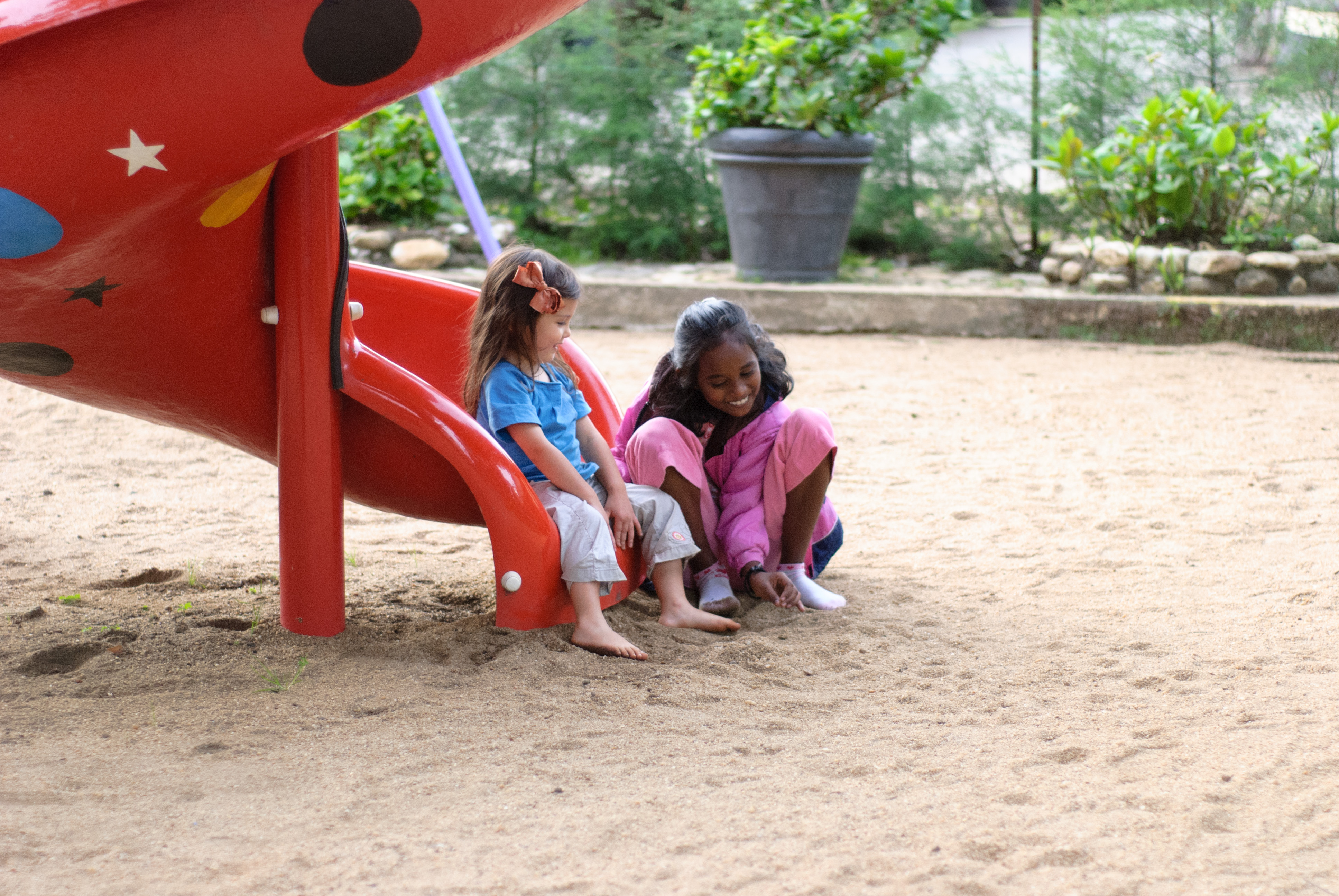
Doi copii la un loc de joacă vorbesc și demonstrează o atitudine pozitivă

În psihologie, o atitudine „este o evaluare sumară a unui obiect al gândirii. Un obiect al atitudinii poate fi orice lucru pe care o persoană îl distinge sau îl are în minte”. Atitudinile includ credințe (cogniție), răspunsuri emoționale (afect) și tendințe comportamentale (intenții, motivații). În definiția clasică, o atitudine este persistentă, în timp ce în conceptualizările mai contemporane, atitudinile pot varia în funcție de situații, context sau stări de spirit.